# الحزب الوطني الاشتراكي النيوزيلندي
 كان الحزب الوطني الاشتراكي النيوزيلندي، الذي يطلق عليه أحيانًا اسم الحزب النازي النيوزيلندي، حزبًا سياسيًا يمينيًا متطرفًا في نيوزيلندا. حمل نفس الآراء الأساسية مثل الحزب النازي بقيادة أدولف هتلر في ألمانيا، وكان لها تركيز خاص على العرب واليهود والقطاع المصرفي.
من عام 1969 كان يقود الحزب كولين كينج أنسيل.  سيطر الملك أنسيل على الحزب طوال فترة وجوده. كان King-Ansell هو المرشح الوحيد للحزب، وخاض عدة انتخابات. 
تم حل الحزب في عام 1980.